# Витањско Скомарје
Витањско Скомарје (словен. Vitanjsko Skomarje) је насељено место у општини Витање, Савињска регија, Словенија.

## Историја
До територијалне реорганизације у Словенији било је у саставу старе општине Словенске Коњице. Као самостално насеље Витањско Скомарје постоји од 1994. године. Настало је поделом некадашњег насеља Скомарје на два нова насеља: Скомарје (Зрече) и Витањско Скомарје (Витање).

## Становништво
У попису становништва из 2011. године, Витањско Скомарје је имало 85 становника.
| Број становника према пописима | Број становника према пописима |
| ------------------------------ | ------------------------------ |
| 2002                           | 2011                           |
| 84                             | 85                             |

Напомена: Године 1994. настала поделом некадашњег насеља Скомарје на два нова насеља: Скомарје (Зрече) и Скомарје (Витање). Године 1998. насеље Скомарје (Витање) преименовано је у Витањско Скомарје. Године 1999. умањено за део насеља који је припојен насељу Витање. Године 2004. извршена је мања размена територије између насеља Скомарје и Витањско Скомарје.